# Mário Brandão da Silveira
Mário Brandão da Silveira (nacido el 26 de enero de 1987) es un exfutbolista brasileño que se desempeñaba como delantero.
Jugó para clubes como el Thespa Kusatsu y Citizen AA.

## Trayectoria

### Clubes
| Club           | País      | Año         |
| -------------- | --------- | ----------- |
| Thespa Kusatsu | Japón     | 2006 - 2007 |
| Citizen AA     | Hong Kong | 2008 - 2009 |